# 曾我祐成
曾我 祐成（そが すけなり）は、鎌倉時代初期の武士。曾我兄弟の仇討ちで知られる。

## 生涯
安元2年（1176年）、祐成が5歳の時、実父・河津祐泰が所領相続をめぐって揉めていた同族の工藤祐経に暗殺された。その後、母（満功御前）が自身と弟を連れ相模国曾我荘（現神奈川県小田原市）の領主・曾我祐信に再嫁した。のち養父・祐信を烏帽子親に元服して祐成を名乗り、曽我の家督を継いだ。ただし『吾妻鏡』では、祐信には先妻との間に実子の祐綱がおり、彼が家督を継いでいる。その後は北条時政の庇護の下にあったという。祐成と弟・時致は厳しい生活のなかで成長し、雁の群れに亡き父を慕ったと伝えられる。
建久4年（1193年）5月、祐成は時致と共に源頼朝が開催した富士の巻狩りに参加した。

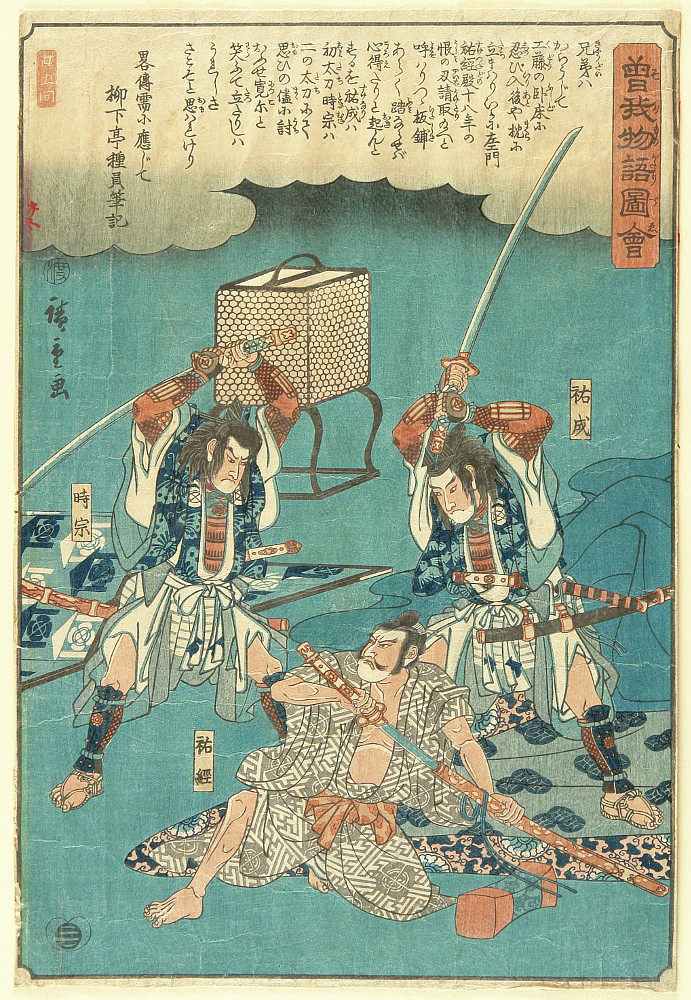
曽我兄弟の仇討ち（歌川広重画）

同年5月28日、曾我兄弟の仇討ち事件は富士の巻狩り最後の夜に起きた。『吾妻鑑』28日条には「曽我十郎祐成・同五郎時致、富士野の神野の御旅館に推參致し工藤左衛門尉祐経を殺戮す」とあり、曽我兄弟は富士野の神野の御旅館におしかけて工藤祐経を討った。このとき酒の相手をしていた王藤内も討たれた。傍に居た手越宿と黄瀬川宿の遊女は悲鳴を上げ、この一大事に現場は大騒動となった。この後、祐成は駆けつけた祐経の部下の仁田忠常に討たれるが、時致は頼朝の御前を目指して、向かってきた武士たちをことごとく倒して頼朝の宿所に押し入った。しかし、頼朝の宿所の中にいた御所五郎丸は時致の身を一人で取り押さえた。仇討ちの翌日である29日に頼朝は時致の尋問を行い、有力御家人らがそれに同席し、その他多くの者も群参した。尋問を終えた頼朝は時致の勇姿から宥免を提案するが、祐経の子である犬房丸の訴えにより同日梟首された。

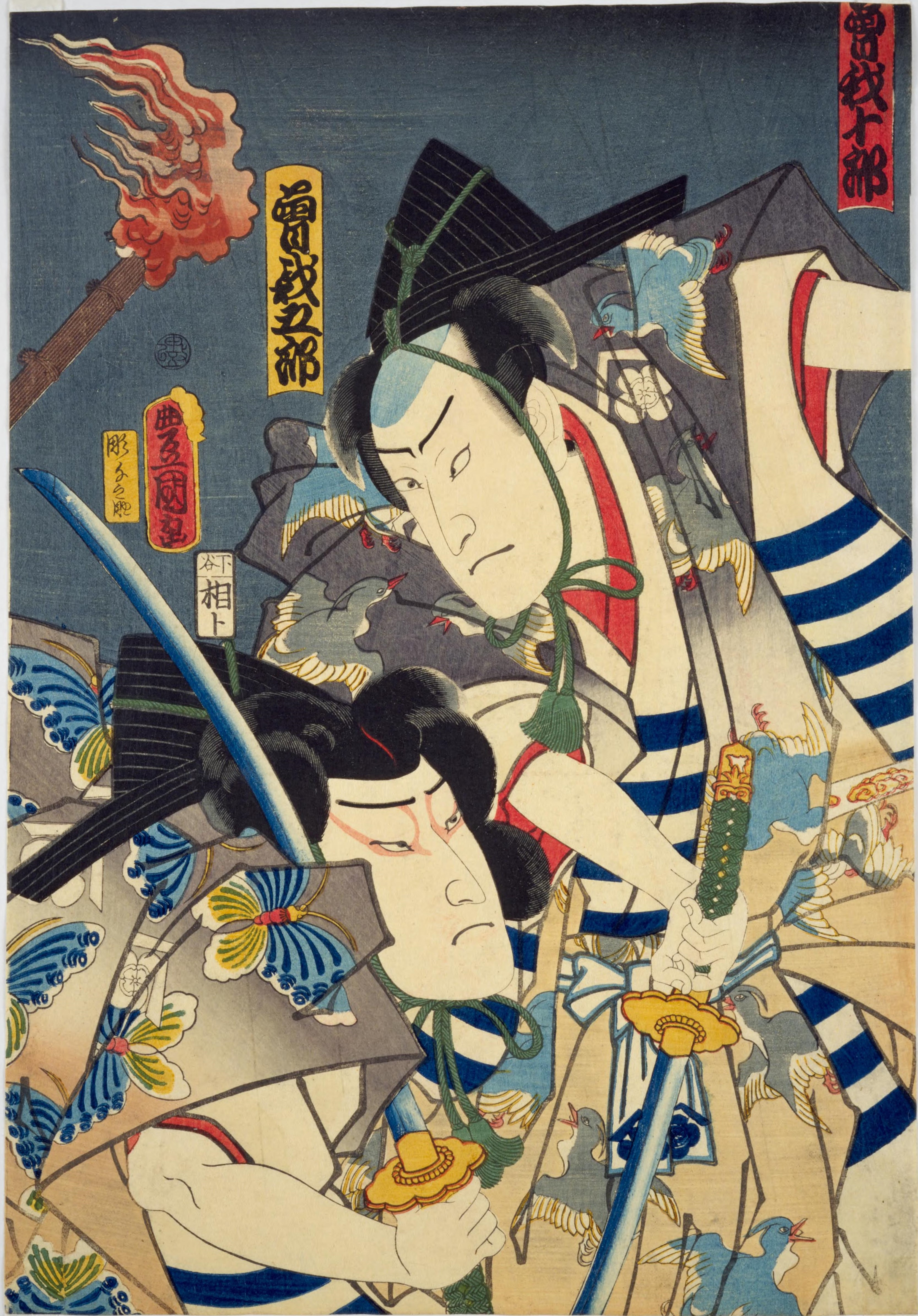
曽我五郎・曽我十郎（歌川国貞画）

その後、祐成の妾である虎という名の大磯の遊女が召し出されて訊問されたが、無罪だったため放免され、箱根で祐成の供養を営み、祐成が最後に与えた葦毛の馬を捧げて出家を遂げ信濃善光寺に赴いた。また、出家して律師と号していた祐成らの末弟が兄たちに連座して鎌倉へ呼び出され甘縄で自害し、祐成らの同腹の兄弟（異父兄弟）である原小次郎（北条本『吾妻鏡』や『曽我物語』では「京の小次郎」）がこの事件に連動して失脚した源範頼の縁座として処刑されている。

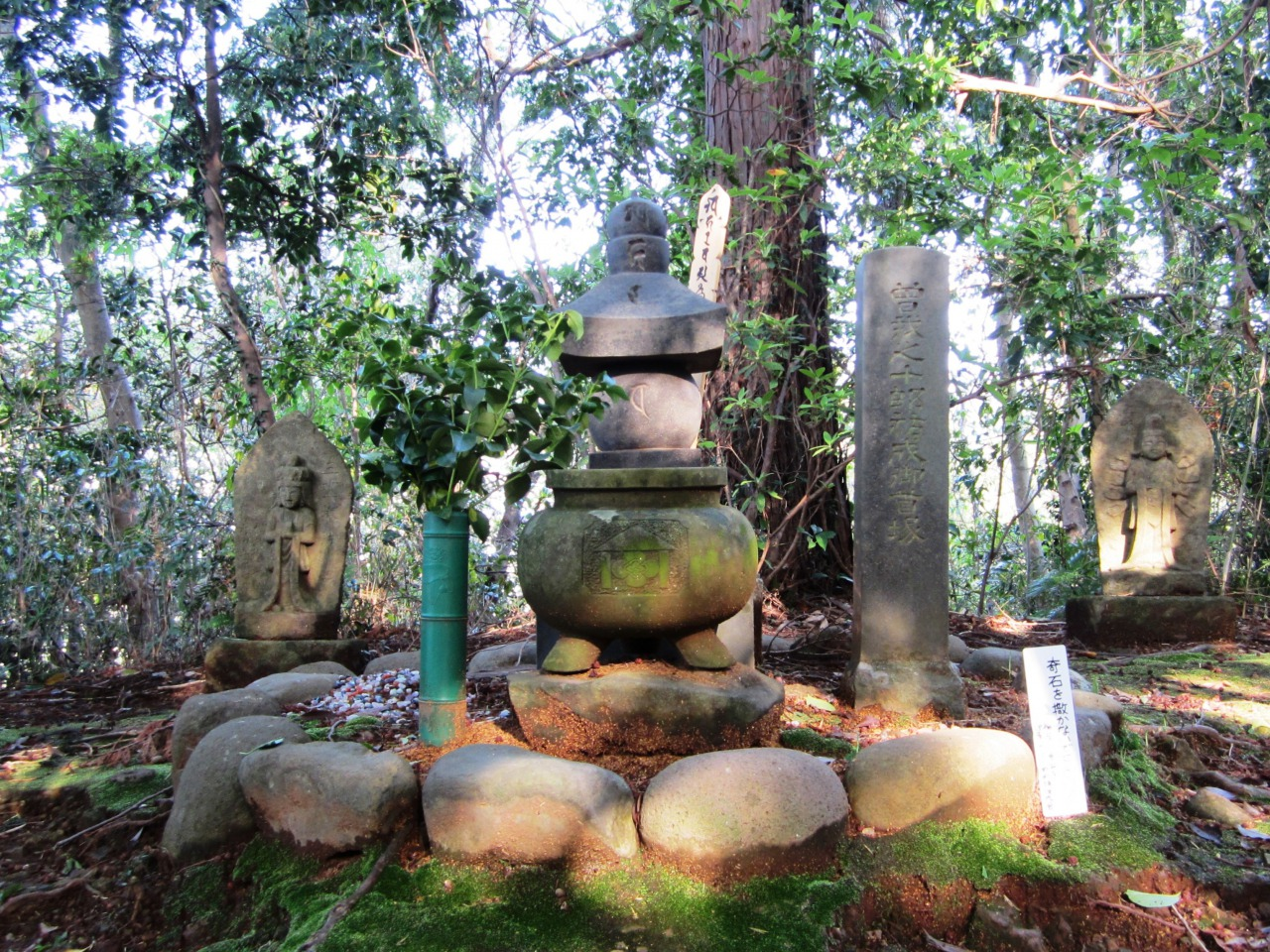
曾我十郎首塚（静岡県伊東市馬場町）

## 系譜
曾我氏は、桓武平氏千葉氏の支流であり、我祐家が相模国曾我荘（現神奈川県小田原市周辺）を本拠として曾我氏と称したのに始まる。
曾我兄弟の子孫は、室町時代に足利将軍家の奉公衆となり室町幕府に仕えた。足利義昭の近習に曽我晴助がいる。
- 実父：河津祐泰
- 養父：曾我祐信
- 母：満功御前（横山時重の娘）
- 兄弟：
  - 曾我時致
  - 原小次郎
  - 律師
- 養兄弟：曾我祐綱
- 妾：虎御前
- 子：久須美祐寛（遺腹の子。越後国へ移り、久須美氏・久住氏の祖となる）

## 文化において

### 演劇
曾我祐成は、能や歌舞伎の曽我兄弟の仇討ちを主題とする『曽我もの』に登場する。
- 歌舞伎狂言『曽我狂言』は、曾我兄弟の仇討ちを主題とする[5]。
- 歌舞伎狂言『曽我綉侠御所染』は、曾我兄弟と主人公の御所五郎蔵を主題とする[6]。

### 浮世絵
曾我祐成は浮世絵の画題の一つである。以下は、曾我祐成が描かれた浮世絵である。
- 『冨士裾野曽我兄弟本望遂』歌川国芳、1843-1847年。
- 『曽我物語図絵』歌川広重、1844年。
- 『曽我十郎祐成・曽我五郎時宗・手越の少那兄弟を手引する』歌川国貞、1844年。
- 『曽我五郎・曽我十郎』歌川国貞、1860年。
- 『曽我五郎と曽我十郎』月岡芳年、1876-1882年。
- 『英雄三十六歌撰：曽我十郎』右田年英、1894年。
- 『曽我物語之内』豊原周延。

### 映画
- 『曾我兄弟狩場の曙』（1908年、演：中村歌扇）
- 『曾我十番斬』（1916年、演：沢村四郎五郎）
- 『永禄曾我譚』（1917年、小林、演：片岡市女蔵）
- 『小袖曽我』（1920年、演：嵐璃徳）
- 『夜討曽我』（1923年、帝キネ、演：嵐璃徳）
- 『曽我』（1927年、演：松本田三郎）
- 『日活行進曲 曽我兄弟』（1929年、演：久米譲）
- 『夜討曽我』（1929年、マキノ、演：沢田敬之助）
- 『仇討日本晴 孝の巻 曾我兄弟』（1931年、帝キネ、演：雲井龍之介）
- 『富士の曙 少年曾我』（1940年、演：辰巳好太郎）
- 『曽我兄弟 富士の夜襲』（1956年、東映、監督：佐々木康、演：東千代之介）

### テレビドラマ
- 『曾我兄弟』（1959年、日本テレビ、演：市川染五郎）
- 『草燃える』（1979年、NHK大河ドラマ、演：三ツ木清隆）
- 『鎌倉殿の13人』（2022年、NHK大河ドラマ、演：田邊和也）

### 小説
- 高橋直樹『天皇の刺客』（文庫題：『曾我兄弟の密命―天皇の刺客』）文藝春秋

### 漫画
- 湯口聖子 『夢語りシリーズ 天翔ける星』秋田書店

### 歌謡曲
- 長編歌謡浪曲曽我の討入り （三波春夫）

## 画像集
- 曽我五郎と曽我十郎（月岡芳年画）
- 「冨士裾野曽我兄弟本望遂圖」（歌川国芳画）
- 「曽我十郎祐成・曽我五郎時宗・手越の少那兄弟を手引する」（歌川国貞画）